# Tarnawa-Kolonia
Tarnawa-Kolonia (lub Kolonia Tarnawa Duża) – wieś w Polsce położona w województwie lubelskim, w powiecie biłgorajskim, w gminie Turobin.
W latach 1975–1998 miejscowość administracyjnie należała do województwa zamojskiego.
Wieś jest sołectwem w gminie Turobin. Według Narodowego Spisu Powszechnego z roku 2011 wieś liczyła 66 mieszkańców i była 23. co do liczby ludności miejscowością gminy.